# Gnaphaloryx multicavus
Gnaphaloryx multicavus là một loài bọ cánh cứng trong họ Lucanidae. Loài này được Mizunuma in Mizunuma & Nagai mô tả khoa học năm 1994.